# Dolmen von Cosquer (Plouharnel)
Der Dolmen von Cosquer (auch Dolmen de Gohquer, Er Mané oder Chapelle de Cosquer genannt) liegt in einer Kurve der Straße Cosquer, im Weiler Le Cosquer nördlich von Plouharnel im Département Morbihan in der Bretagne in Frankreich. Dolmen ist in Frankreich der Oberbegriff für neolithische Megalithanlagen aller Art (siehe: Französische Nomenklatur).
Der von Zacharie Le Rouzic (1864–1939) untersuchte Gangdolmen (französisch Dolmen à couloir) hat eine polygonale Kammer, mit einem großen aufliegenden Deckstein und einem nach Süden öffnenden Gang.
Südlich, nahe der Bahnlinie, liegt der Dolmen von Cosquer 2.